# Ulf Häussler
Ulf Häussler (* 28. Juni 1966 in Stuttgart) ist ein Generalmajor des Heeres der Bundeswehr und seit November 2022 Director der Operations and Planning Division im Internationalen Militärstab der NATO.

## Militärische Laufbahn

### Ausbildung und erste Verwendungen
Häussler trat 1985 in die Bundeswehr ein und absolvierte bis 1988 als Offizieranwärter die Offizierausbildung zum Offizier des Truppendienstes der Feldjägertruppe. Von 1988 bis 1992 studierte er Betriebswirtschaftslehre an der Fachhochschule der Universität der Bundeswehr in München. Nach Abschluss des Studiums folgten 1992 bis 1997 Verwendungen als Zugführer und Führer eines Feldjägerdienstkommandos in Ulm und von 1997 bis 1998 als Kompaniechef der Feldjägerausbildungskompanie in Stetten am kalten Markt. Von 1998 bis 2000 nahm Häussler am Generalstabslehrgang an der Führungsakademie der Bundeswehr in Hamburg teil.

### Dienst als Stabsoffizier
Die erste Verwendung als Stabsoffizier führte Häussler 2000 bis 2002 als Dezernatsleiter Operationsplanung und Übungen zur 7. Panzerdivision nach Düsseldorf. Es schlossen sich 2002 bis 2004 Verwendungen als Referent im Europadezernat beim Deutschen Militärischen Vertreter bei NATO und EU in Brüssel (Belgien) und danach von 2004 bis 2006 als Grundsatzreferent NATO und EU im Führungsstab des Heeres in Bonn an. Von 2006 bis 2008 war Häussler als Kommandeur des Feldjägerbataillons 351 in Leipzig in Führungsverantwortung. Danach folgte eine erneute Versetzung nach Bonn, wo er von 2008 bis 2010 als Generalstabsoffizier beim Chef des Stabes, Generalmajor Werner Freers, im Führungsstab des Heeres, und von 2010 bis 2011 als Adjutant beim Inspekteur des Heeres,  Generalleutnant Werner Freers, eingesetzt wurde. Von 2011 bis 2013 war Häussler Büroleiter des Chef des Stabes beim Supreme Headquarters Allied Powers Europe (SHAPE) in Mons (Belgien), der Generale Manfred Lange und Werner Freers. Es folgte 2013 bis 2014  eine Verwendung als Chef des Stabes der 1. Panzerdivision in Hannover. Es schlossen sich zwei ministerielle Verwendungen als Referatsleiter Managemententwicklung im Bundesministerium der Verteidigung mit Dienstsitz in Berlin von 2015 bis 2016, und von 2017 bis 2019 als Büroleiter von Staatssekretär Gerd Hoofe.

### Dienst als General
Von Juni 2019 bis Oktober 2022 war Häussler als Nachfolger von Brigadegeneral Udo Schnittker Kommandeur des Kommandos Feldjäger der Bundeswehr und damit Feldjägerführer der Bundeswehr. Auf diesem Dienstposten erhielt er im März 2020 die Beförderung zum Brigadegeneral. Im November 2022 wurde er unter gleichzeitiger Beförderung zum Generalmajor Director, Operations and Planning Division im Internationalen Militärstab der NATO.

### Auslandseinsätze
- 2000/01 SFOR Abteilungsleiter Planung, Multinationale Division Südost, Mostar, Bosnien und Herzegowina
- 2007 ISAF Provost Marshal RC North und Feldjägerführer DEU Einsatzkontingent Masar-e Scharif, Afghanistan
- 2014/15 Resolute Support Chef des Stabs TAAC-N, Mazar-e-Sharif, Afghanistan

## Privates
Häussler ist verheiratet und hat zwei Kinder.